# Englische Badmintonmeisterschaft 1964
Die Englische Badmintonmeisterschaft 1964 fand vom 31. Januar bis zum 1. Februar 1964 in Wimbledon im Wimbledon Squash and Badminton Club statt. Es war die erste Austragung der nationalen Titelkämpfe von England im Badminton.	

## Titelträger
| Disziplin    | Gold                            | Silber                        |
| ------------ | ------------------------------- | ----------------------------- |
| Herreneinzel | William Havers                  | Colin Beacom                  |
| Dameneinzel  | Ursula Smith                    | Angela Bairstow               |
| Herrendoppel | Trevor Coates Tony Jordan       | John Havers William Havers    |
| Damendoppel  | Ursula Smith Jennifer Pritchard | Janet Brennan Anita Price     |
| Mixed        | Colin Beacom Jennifer Pritchard | Trevor Coates Angela Bairstow |

## Finalresultate
| Disziplin    | Sieger                          | Finalist                      | Ergebnis          |
| ------------ | ------------------------------- | ----------------------------- | ----------------- |
| Herreneinzel | William Havers                  | Colin Beacom                  | 15-6, 15-8        |
| Dameneinzel  | Ursula Smith                    | Angela Bairstow               | 3-11, 11-7, 11-3  |
| Herrendoppel | Tony Jordan Trevor Coates       | William Havers John Havers    | 3-15, 15-10, 15-7 |
| Damendoppel  | Jennifer Pritchard Ursula Smith | Janet Brennan Anita Price     | 15-10, 15-13      |
| Mixed        | Colin Beacom Jennifer Pritchard | Trevor Coates Angela Bairstow | 15-7, 15-3        |